# Бесклеточные
Бесклеточные, или неклеточные (лат. Acellularia, Acytota, Aphanobionta) — совокупность организмов, не имеющих клеточной структуры.
«Бесклеточные» часто употребляют как синоним вирусов. Термин вошёл в употребление после открытия в 2003 году мимивируса, самого сложного из известных на тот момент вирусов, который, возможно, эволюционировал из клеточной формы жизни.
Помимо вирусов, к бесклеточным иногда относят вироиды и вирусоиды, а также патогены, не имеющие собственного генома, зашифрованного в ДНК или РНК (например, прионы).